# Велініт
Велініт (рос. велинит; англ. welinite; нім. Welinit m) — силікат марганцю з додатковим гідроксилом.

## Загальний опис
Хімічна формула: Mn22+Mn3+[(OH)3SiO4] (Є. Лазаренко). За К.Фреєм: Mn24+Mn2+SiO7.
Утворює кристали, включені в кальциті й бариті.
Сингонія гексагональна.
Густина 4,74.
Твердість 4.
Колір червонувато-чорний.
Риса червонувота-коричнева.
Крихкий.
Блиск смоляний.
Знайдений у жилах, які перетинають гаусманітові руди в родов. Лонгбан (Вермланд, Швеція).